# Romualda Hofertienė
Romualda Hofertienė (ur. 25 października 1941 w Girtakolu koło Rosieniów, zm. 9 czerwca 2017) – litewska nauczycielka i działaczka oświatowa, polityk, posłanka na Sejm Republiki Litewskiej (w latach 1990–2000).

## Życiorys
W młodości pracowała w przędzalni bawełny „Trinyčiai” w Kłajpedzie. Ukończyła studia matematyczne w Wileńskim Instytucie Pedagogicznym. W latach 1965–1990 była nauczycielką matematyki w kłajpedzkich szkołach. W 1988 założyła organizację matek i nauczycieli, na czele której stanęła. Była przewodniczącą Litewskiego Związku Zawodowego Nauczycieli.
W 1988 zaangażowała się w Litewski Ruch na Rzecz Przebudowy. Była członkinią rady miejskiej Sąjūdisu w Kłajpedzie oraz przewodniczącą tamtejszej rady nauczycieli tej organizacji.
W lutym 1990 została wybrana w skład Rady Najwyższej Litewskiej SRR, znalazła się wśród sygnatariuszy aktu niepodległości z 11 marca. W 1992 ponownie uzyskała mandat poselski z list Sąjūdisu. Cztery lata później odnowiła mandat jako członkini Związku Ojczyzny. W parlamencie zasiadała do 2000.
Pozostała aktywną działaczką partii konserwatywnej, przewodniczyła sekcji emerytów tego ugrupowania.